# Signo del caballo
El signo del caballo en la astrología china y universalmente representa como el triunfo y la victoria, similar al perro también la fidelidad y la ternura. En el zodiaco occidental también se ha inspirado en este mamífero como el signo de Sagitario, según la mitología griega.

## Años y los cinco elementos
- Del 25 de enero de 1906 al 12 de febrero de 1907: Caballo de Fuego.
- Del 11 de febrero de 1918 al 31 de enero de 1919: Caballo de Tierra.
- Del 30 de enero de 1930 al 16 de febrero de 1931: Caballo de Metal.
- Del 15 de febrero de 1942 al 4 de febrero de 1943: Caballo de Agua.
- Del 3 de febrero de 1954 al 23 de enero de 1955: Caballo de Madera.
- Del 21 de enero de 1966 al 8 de febrero de 1967: Caballo de Fuego.
- Del 7 de febrero de 1978 al 27 de enero de 1979: Caballo de Tierra.
- Del 27 de enero de 1990 al 14 de febrero de 1991: Caballo de Metal.
- Del 12 de febrero de 2002 al 31 de enero de 2003: Caballo de Agua.
- Del 31 de enero de 2014 al 18 de febrero de 2015: Caballo de Madera.
- Del 17 de febrero de 2026 al 5 de febrero de 2027: Caballo de Fuego.
- Del 4 de febrero de 2038 al 23 de enero de 2039: Caballo de Tierra.
- Del 23 de enero de 2050 al 10 de febrero de 2051: Caballo de Metal.
- Del 9 de febrero de 2062 al 28 de enero de 2063: Caballo de Agua.
- Del 27 de enero de 2074 al 14 de febrero de 2075: Caballo de Madera.
- Del 14 de febrero de 2086 al 2 de febrero de 2087: Caballo de Fuego.
- Del 1 de febrero de 2098 al 20 de enero de 2099: Caballo de Tierra.

## Compatibilidad con otros animales
Tiene una compatibilidad alta con el Tigre, el Perro y la Cabra.
Tiene una compatibilidad promedio con el Mono, la Serpiente,  el Dragón, el Conejo y otro Caballo

## Incompatibilidad
No es compatible con su opuesto La Rata y El Buey. 